# Parturient montes, nascetur ridiculus mus
Parturient montes, nascetur ridiculus mus, лат. (изговор:партуријент монтес, насцетур ридикулус мус). Тресу се  брегови, родиће се смјешни  миш. (Хорације)

## Значење
Хорације се стихом „Партуријунт монтес, насцетур ридикулус мус“ подсмијева писцима који бучно најављују своја дјела, а на крају не створе ништа.

## Изрека у српском језику
Тресла се гора, родио се миш или: много чега ни око чега!